# Stjepan Sarkotić
 (avril 2020).
Si vous disposez d'ouvrages ou d'articles de référence ou si vous connaissez des sites web de qualité traitant du thème abordé ici, merci de compléter l'article en donnant les références utiles à sa vérifiabilité et en les liant à la section « Notes et références ».
Stjepan Freiherr Sarkotić von Lovćen, né le 4 octobre 1858 à Otočac dans l'empire d'Autriche et mort le 16 octobre 1939 à Vienne en Allemagne nazie,  était un Feldmarschalleutnant austro-hongrois qui servit notamment comme gouverneur de Bosnie-Herzégovine, puis en tant que commandant militaire de Dalmatie et du Monténégro occupé pendant la Première Guerre mondiale.